# Fingertips (Stevie Wonder)
"Fingertips" (Engels voor 'vingertoppen') is een liedje van Stevie Wonder. Het werd geschreven door Clarence Paul en Henry Cosby. De oorspronkelijke studioversie van "Fingertips" was volledig instrumentaal. Deze werd in september 1962 door Tamla Records op het album The Jazz Soul of Little Stevie uitgebracht.
In het kader van de Motortown Revue trad Wonder in juni 1962 in het Regal-theater te Chicago op. Na een uitvoering van "Fingertips" was het optreden eigenlijk afgelopen, maar Wonder begon plotseling weer te spelen. De toen opgenomen versie stond op het album The 12 Year Old Genius en werd in 1963 als vierde single van Wonder uitgebracht. Met de B-kant van de single, getiteld "Fingertips, pt. 2", bereikte hij de eerste plaats in de Amerikaanse hitlijst. Er werden meer dan een miljoen exemplaren van verkocht.

## Musici
Dit overzicht is mogelijk incompleet; u kunt helpen door het uit te breiden.
- Stevie Wonder - mondharmonica, bongo's, zang
- Marvin Gaye - drums
- Larry Moses - basgitaar op "Fingertips, pt. 2"[3]

### Voetnoten en verwijzingen
1. ↑  Volgens muziekhistoricus Bob Gulla had Wonder zelfs het podium al verlaten. Hij schreef ook dat het verlengde optreden gepland was (zie Gulla 2008, p. 314). Allmusic-schrijver Richie Unterberger vermeldt dit echter niet in zijn beschrijving van "Fingertips". Hij schrijft wel dat bassist Larry Moses schreeuwde naar de andere musici: "What key? What key?" (Nederlands: 'Welke toonsoort? Welke toonsoort').
2. ↑  Beyer, Mark (2002). Stevie Wonder, p. 1955. Uitg.: The Rosen Publishing Group, ISBN 9780823935253.
3. ↑  Unterberger, Richie. Fingertips → Song Review. Allmusic. Geraadpleegd op 2 november 2011.